# Смедеревски магазин
Смедеревски магазин је часопис чији текстови говоре о људима, догађајима, местима везаним за Смедерево.

## Теме
То су приче о зградама, споменицима, улицама, околини, дневним пословима и ноћном животу, Смедеревцима. И све то, како кажу творци овог часописа, за оне који воле Смедерево и оне који би да га заволе.
Неки су стални, неки повремени аутори текстова. 
Први број часописа је штампан у октобру 2008. године и до сада је објављено двадесет и пет бројева. Годишње се објави три до четири броја, у зависности од средстава којима се располаже, ако се има у виду да издавач Newpress сам финансира његово објављивање и сви примерци су бесплатни.

## Редакција
Генерални директор: Аца Симић

Главни и одговорни уредник: Саша Николић

Координатор: Славољуб Гавриловић

Извршни уредник: Јовица Тишма

Графички уредник: Горан Филиповић

Уредници рубрика:

Слободан Срдић

Драган Мрдаковић

За магазин пишу: 

- Дејан Радовановић
- Снежана Цветковић
- Миодраг Д. Степановић
- Иван Стојић
- Горан Ђорђевић
- Раде Јовановић
- Драган Павловић
- Хаџи Зоран Вукашиновић
- Радослав Ранисављевић – Жика
- Јовица Тишма